# ATP Challenger Kunming
Das ATP Challenger Kunming (offizieller Name: ATP $125,000 Challenger Kunming) war ein Tennisturnier in Kunming, das 2013 einmal ausgetragen wurde. Es war Teil der ATP Challenger Tour und wurde im Freien auf Hartplatz gespielt.

## Siegerliste

### Einzel
| Jahr | Sieger         | Finalgegner  | Finalergebnis  |
| ---- | -------------- | ------------ | -------------- |
| 2013 | Alex Bogomolow | Rik De Voest | 6:3, 4:6, 7:62 |

### Doppel
| Jahr | Sieger                       | Finalgegner                | Finalergebnis |
| ---- | ---------------------------- | -------------------------- | ------------- |
| 2013 | Sam Groth John-Patrick Smith | Gō Soeda Yasutaka Uchiyama | 6:4, 6:1      |